# اسکرنتون (آیووا)
اسکرنتون (به انگلیسی: Scranton) شهری در ایالت آیووا کشور ایالات متحده آمریکا است که جمعیت آن در سرشماری سال ۲۰۱۰ میلادی، ۵۵۷ نفر بوده‌است.